# Parque nacional Islas Claremont
Islas Claremont es un parque nacional en Queensland (Australia), ubicado a 1783 km al noroeste de Brisbane. El parque nacional consiste en tres islas, Fife, Pelican y Burkitt islas. Estabelecido en 1989, las islas son administradas por Queensland Parks and Wildlife Service.   
Las islas son un importante hábitat de reproducción y descanso para una variedad de aves, especialmente aves marinas como los charranes. La isla de Burkitt es una ubicación importante para el paloma imperial. Varias especies migratorias como el vuelvepiedras común también se congregan en la extensa arena y las lagunas de la isla de Burkitt. Las gaviota plateada son la razón del nombre de la isla Pelican, y la isla Fife es famosa por su población de pardela de tasmania.
El hábitat consiste en arrecifes de coral y franjas of hierba marina en alta mar. Para preservar la zona ir, está prohibido desembarcar.  

## Datos
- Área: 0,41 km²
- Coordenadas: 13°54′40″S 143°50′02″E / -13.91111, 143.83389
- Fecha de Creación: 1989
- Administración: Servicio para la Vida Salvaje de Queensland
- Categoría IUCN: II

Véase también:
- Zonas protegidas de Queensland